# Geeta Dutt

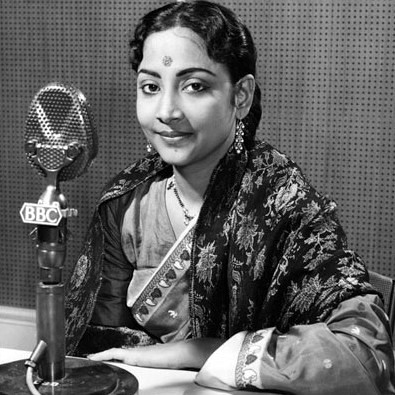
Geeta Dutt

Geeta Dutt, (bengalisch: গীতা দত্ত, Gītā Datta, * 23. November 1930 im Distrikt Faridpur, heute Bangladesch; † 20. Juli 1972 in Mumbai) war eine indische Playbacksängerin des Bollywoodkinos. Ohne direkte Gesangsausbildung schuf sie in ihren Songs eine lebendige Atmosphäre voller Emotionen.

## Leben
Dutt wurde als Geeta Ghosh Roy Chowdhuri in eine Landbesitzerfamilie (Zamindar) geboren. Im Alter von 12 Jahren kam sie mit ihren Eltern nach Mumbai. 1946 sang sie das erste Mal für einen Film. Bereits im folgenden Jahr bekam sie einen festen Vertrag und bis 1950 war sie die erfolgreichste Playbacksängerin für melancholisch-traurige Lieder. Für Jogan (1950) nahm sie 12 Lieder auf.
1951 lernte sie bei den Aufnahmen zu dem Lied Tadbir Se Bigdi Hui Taqdeer für den Film Baazi den Regisseur dieses Streifens Guru Dutt kennen. 1953 heirateten die beiden. Fortan sang sie bevorzugt in den Filmen ihres Mannes. Nachdem Guru Dutt mit dem neuen Star seiner Filme Waheeda Rehman eine Affäre hatte, ging die Ehe zu Bruch und Geeta Dutt suchte Trost im Alkohol. Guru Dutt starb 1964 an einer Überdosis Schlaftabletten. Geeta Dutts Position als Sängerin wurde von Asha Bhosle, der Schwester Lata Mangeshkars, übernommen. Spätere Versuche Dutts, ihre Karriere fortzusetzen, scheiterten. Ein letzter Erfolg waren ihre Songs in Anubhav (1972).
Geeta Dutt war an 150 Filmen beteiligt. Sie starb 1972 an Leberzirrhose.